# Paraleprodera mesophthalma
Paraleprodera mesophthalma is een keversoort uit de familie van de boktorren (Cerambycidae). De wetenschappelijke naam van de soort werd voor het eerst geldig gepubliceerd in 2012 door Bi & Lin.